# Chris Thomas
Chris Thomas (ur. 3 października 1982 w Indianapolis) – amerykański koszykarz, posiadający także polskie obywatelstwo, występujący na pozycji rozgrywającego.
W 2001 wystąpił w meczu gwiazd amerykańskich szkół średnich - McDonald’s All-American. Został wybrany najlepszym zawodnikiem szkół średnich stanu Indiana (Indiana Gatorade Player of the Year, Indiana Mr. Basketball) oraz zaliczony do IV składu Parade All-American.
W sezonie 2006/2007 oraz 2010/2011 występował w TBL w zespole Anwilu Włocławek.

## Osiągnięcia
Na podstawie, o ile nie zaznaczono inaczej.
NCAA
- Uczestnik rozgrywek:
  - Sweet 16 turnieju NCAA (2003)
  - II rundy turnieju NCAA (2002, 2003)
- Najlepszy pierwszoroczny zawodnik konferencji Big East (2002)
- Zaliczony do:
  - I składu:
    - najlepszych pierwszorocznych zawodników konferencji Big East (2002)[3]
    - turnieju:
      - Big East (2002)
      - CBE Classic KC Regional (2003)

  - II składu Big East (2003, 2004)
    - III składu Big East (2002, 2005)

Drużynowe
- Mistrz Ligi Bałkańskiej (2012)
- Zdobywca pucharu Polski (2007)
- Finalista pucharu Polski (2011)

## Statystyki
| Sezon     | Drużyna         | M  | S5 | MPG  | FG% | 3P% | FT% | RPG | APG | SPG | BPG | PPG  |
| --------- | --------------- | -- | -- | ---- | --- | --- | --- | --- | --- | --- | --- | ---- |
| 2006/2007 | Anwil Włocławek | 25 | 22 | 25,6 | 41% | 39% | 96% | 2,9 | 3,5 | 1,4 | 0,1 | 10,2 |
| 2010/2011 | Anwil Włocławek | 24 | 5  | 19,5 | 38% | 25% | 84% | 2,3 | 2,8 | 1,2 | 0,0 | 7,3  |